# Þáttr

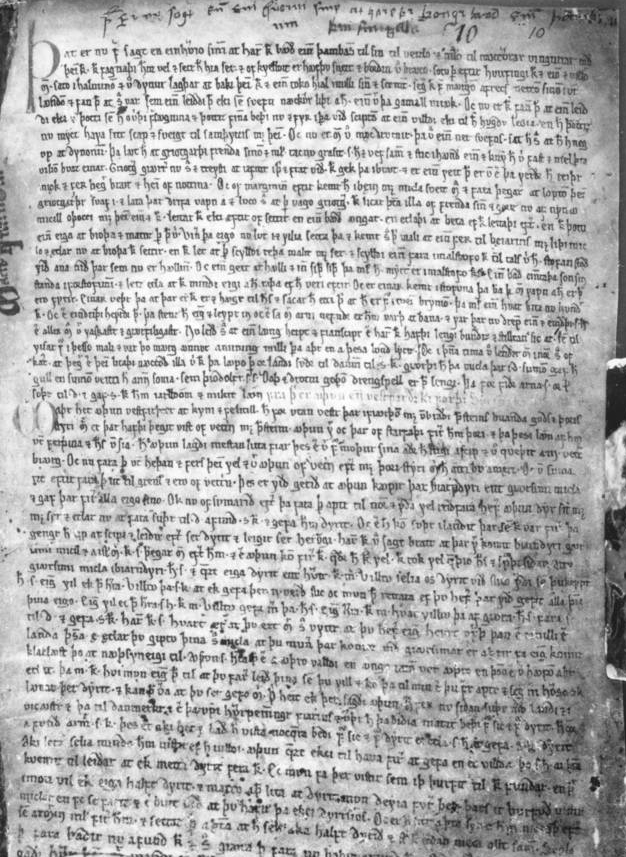
Morkinskinna, manoscritto che contiene una raccolta di þættir

La parola norrena þáttr (plurale þættir) significa "breve storia", "breve racconto", e indica un genere letterario sviluppatosi nella Scandinavia medievale, principalmente in Islanda, nel XIII e XIV secolo, per essere ambientati nel X e inizio XI secolo. I þættir sono sostanzialmente versioni in breve delle saghe.
Buona parte di questi  þættir sono pervenuti assieme in alcune raccolte manoscritte, le più importanti delle quali sono il Flateyjarbók, il Morkinskinna, l'Hulda-Hrokkinskinna, l'Hauksbók e l'Arnamagnæan Codex, spesso in copia unica.

## Classificazione
I þættir possono essere classificati in due gruppi principali:
- le brevi storie leggendarie, in pratica delle brevi saghe leggendarie; tra i più famosi ricordiamo il Norna-Gests þáttr, il Ragnarssona þáttr e il Sörla þáttr.
- le brevi storie degli Islandesi (norreno Íslendingaþættir), che trattano gli stessi argomenti delle saghe degli Islandesi, quindi incentrate sul periodo della colonizzazione dell'Islanda e con un approccio di verosimiglianza storica, ma semplicemente più brevi; tra i più famosi ci sono lo Hreiðars þáttr e il Rauðúlfs þáttr;

Altri þættir non rientrano in queste due classificazioni: i più noti sono l'Eindriða þáttr ok Erlings, l'Eymundar þáttr hrings, l'Hemings þáttr Áslákssonar, lo Hróa þáttr heimska e lo Styrbjarnar þáttr Svíakappa.

### Brevi storie leggendarie

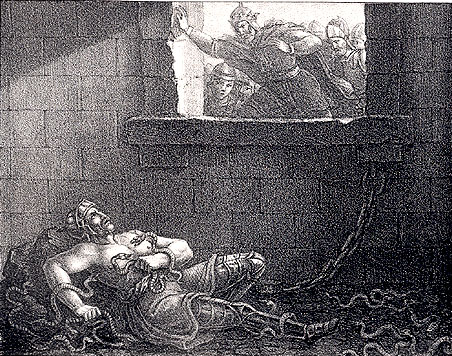
Ragnarr Loðbrók gettato nella fossa dei serpenti da Aelle II di Northumbria, come raccontato nel Ragnarssona þáttr.
Illustrazione del 1830.

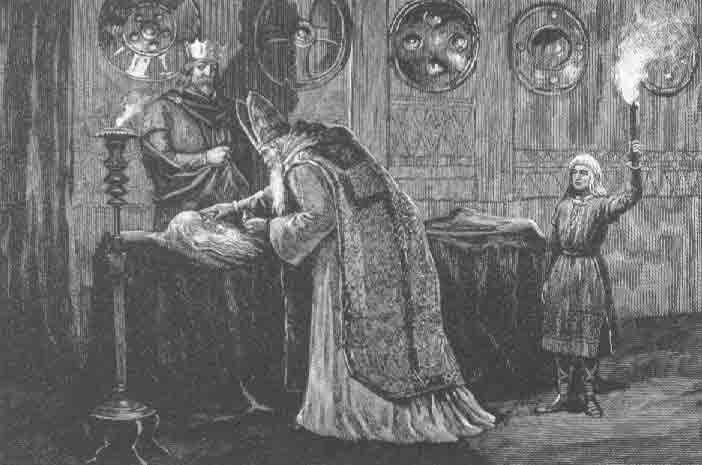
La morte di Nornagest come raccontato nel Norna-Gests þáttr.

I þættir leggendari sono brevi storie. Trattano gli stessi argomenti delle saghe leggendarie, ma ne sono versioni più brevi.
Ecco un elenco dei þættir leggendari:
- Ásbjarnar þáttr Selsbana, saga breve di Asbjørn Sigurdsson l'Uccisore di foche
- Ragnarssona þáttr, saga breve dei figli di Ragnarr Loðbrók
- Helga þáttr Þórissonar, saga breve di Helgi Þórisson
- Norna-Gests þáttr, saga breve di Norna-Gestr
- Sörla þáttr, storia di Sörla e di Þórdís
- Tóka þáttr Tókasonar, saga breve di Tóka Tókasson
- Völsa þáttr, storia del blót fallico e di re Olaf
- Þorsteins þáttr bæjarmagns, saga breve di Thorsteinn e la Casa dei poteri

### Brevi storie degli Islandesi
Le brevi storie degli Islandesi (norreno Íslendingaþættir) sono delle brevi saghe leggendarie ambientati nell'Islanda del X e inizio XI secolo. Trattano gli stessi argomenti delle saghe degli Islandesi, ma ne sono versioni più brevi; molti di questi þættir trattano di un islandese che viaggia all'estero per raggiungere la corte di un re di Norvegia.
Ecco un elenco di brevi storie degli Islandesi:
- Arnórs þáttr jarlaskálds
- Auðunar þáttr vestfirzka
- Bergbúa þáttr
- Bolla þáttr Bollasonar
- Brandkrossa þáttr
- Brands þáttr örva
- Draumr Þorsteins Síðu-Hallssonar
- Egils þáttr Síðu-Hallssonar
- Einars þáttr Skúlasonar
- Geirmundar þáttr
- Gísls þáttr Illugasonar
- Grœnlendinga þáttr
- Gull-Ásu-Þórðar þáttr
- Gunnars þáttr Þiðrandabana
- Halldórs þáttr Snorrasonar inn fyrri
- Halldórs þáttr Snorrasonar inn síðari
- Hrafns þáttr Guðrúnarsonar
- Hreiðars þáttr
- Hrómundar þáttr halta
- Íslendings þáttr sögufróða
- Ívars þáttr Ingimundarsonar
- Jökuls þáttr Búasonar
- Kumlbúa þáttr
- Mána þáttr skálds
- Odds þáttr Ófeigssonar
- Orms þáttr Stórólfssonar
- Óttars þáttr svarta, saga breve di Óttarr svarti

- Rauðúlfs þáttr
- Sneglu-Halla þáttr
- Stjörnu-Odda draumr
- Stúfs þáttr inn meiri
- Stúfs þáttr inn skemmri
- Svaða þáttr ok Arnórs kerlingarnefs
- Þiðranda þáttr ok Þórhalls
- Þorgríms þáttr Hallasonar
- Þorleifs þáttr jarlaskálds
- Þormóðar þáttr
- Þorsteins þáttr Austfirðings
- Þorsteins þáttr forvitna
- Þorsteins þáttr Síðu-Hallssonar
- Þorsteins þáttr skelks
- Þorsteins þáttr stangarhöggs
- Þorsteins þáttr sögufróða
- Þorsteins þáttr tjaldstœðings
- Þorsteins þáttr uxafóts
- Þorvalds þáttr tasalda
- Þorvalds þáttr víðförla
- Þorvarðar þáttr krákunefs
- Þórarins þáttr Nefjólfssonar
- Þórarins þáttr ofsa
- Þórarins þáttr stuttfeldar
- Þórhalls þáttr knapps
- Ævi Snorra goða
- Ögmundar þáttr dytts

### Altri þættir

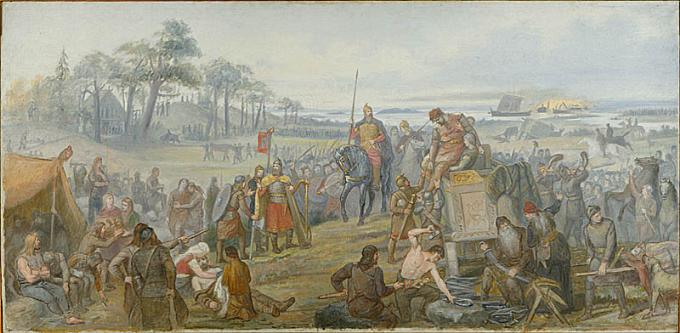
Styrbjörn il Forte sollevato in una cassa dopo la battaglia del Fýrisvellir, descritta dalla Styrbjarnar þáttr Svíakappa.
Illustrazione di Mårten Eskil Winge (1888).

Alcuni þættir non rientrano nelle due classificazioni proposte, perlopiù perché con un approccio di verosimiglianza storica come le brevi storie degli Islandesi, ma non ambientati in Islanda. Alcuni di questi sono:
- Brenna Adams byskups, storia del vescovo Adamo di Brema
- Eindriða þáttr ok Erlings, saga breve di Erling Skjalgsson
- Eymundar þáttr hrings, saga breve di Eymundar il Variago (due versioni)
- Eymundar þáttr af Skörum, saga breve di Eymund di Skara
- Hálfdanar þáttr svarta, saga breve di Halfdan il Nero
- Haralds þáttr grenska, saga breve di Harald Grenske
- Haralds þáttr hárfagra, saga breve di Harald I di Norvegia
- Hemings þáttr Áslákssonar saga breve di Hemming Ásláksson (due versioni)
- Hróa þáttr heimska, saga breve di Hrói il Folle (due versioni)
- Ísleifs þáttr byskups, storia del vescovo Ísleifur Gissurarson
- Knúts þáttr hins ríka, saga breve di Canuto il Grande
- Orkneyinga þáttr, versione breve della saga degli uomini delle Orcadi
- Otto þáttr keisara, come Ottone I fece pace con re Harald (quattro versioni)
- Ólafs þáttr Geirstaðaálfs, saga breve di Olaf l'Elfo di Geirstad
- Styrbjarnar þáttr Svíakappa, saga breve di Styrbjörn il Forte il Campione svedese